# Zé Pelintra
Zé Pelintra ou Zé Pilintra é o chefe de uma falange de entidades de luz (grupo de espíritos evoluídos considerados entidades que retornam incorporados/irradiados em médiuns para ajudar o próximo) originária da crença sincrética denominada Catimbó, surgida na Região Nordeste do Brasil. O Zé Pelintra também é comumente incorporado em terreiros de Umbanda, tendo seu culto difundido em todo o Brasil. Nessa religião, é considerado parte da linha de trabalho dos malandros.
O Zé Pelintra é uma das mais importantes entidades de cultos afro-brasileiros, especialmente entre os umbandistas. É considerado o espírito patrono dos bares, locais de jogo e sarjetas, embora não alinhado com entidades de cunho negativo, é uma espécie de transcrição arquetípica do "malandro". Exatamente por isso, serve igualmente como um arquétipo da cultura de origem africana enquanto alvo de preconceito.
Segundo relatos, teria nascido no estado de Pernambuco. Há, ainda, relatos de que nasceu próximo à cidade pernambucana de Exu.

## Descrição
No seu modo de vestir, divergem-se algumas formas do típico Zé Pelintra: na mais comum, é representado trajando terno completo de linho S-120, na cor branca, sapatos bicolor, gravata grená ou vermelha e chapéu panamá de fita vermelha ou preta. Sua roupa assemelha-se aos "zoot suit", usada nos Estados Unidos por negros e latinos nas década de 1930 e 1940.
Também é possível utilizar roupas de algodão comumente usadas entre os escravos e chapéu de palha diferenciando-se apenas por seu lenço vermelho ou cachecol vermelho e uma fita vermelha em seu chapéu, bem como porta sua bengala típica.
Já na Jurema, é representado de camisa comprida branca ou quadriculada com mangas dobradas e calça branca dobrada nas pernas, sem sapatos e com um lenço no pescoço nas cores vermelha ou outras, traz na mão sua bengala e seu cachimbo.
Incorporados, costumam consumir bebidas alcoólicas.

## História
Apesar de ter importância religiosa tanto para os praticantes de Catimbó quanto de Umbanda, Zé Pelintra é entidade originária do primeiro. A absorção da entidade de uma religião por outra se processou quando os grandes centros urbanos do sudeste do Brasil passaram a englobar antigas áreas rurais e estimular a migração de trabalhadores de outras partes do país, em seu processo de desenvolvimento.

## Culto
Zé Pelintra é invocado quando seus seguidores precisam de ajuda com questões domésticas, de negócios ou financeiras e é reputado como um obreiro da caridade e da feitura de obras boas. No catimbó, é considerado um "mestre juremeiro".  Já na Umbanda, Zé Pelintra é um guia pertencente à linha do Povo da Malandragem. Por vezes, incorpora em giras de exus ou em giras de pretos-velhos, embora não seja de nenhuma dessas duas linhas de trabalho.
Majoritariamente os seguidores de Zé Pelintra concentram-se nos ambientes urbanos de Rio de Janeiro e São Paulo, mas eles também podem ser encontrados no Nordeste do Brasil, entre os "catimbozeiros", e nas áreas rurais de praticamente todo o país.
Zé Pelintra, tanto na Umbanda, como no Catimbó, é tido como protetor das classes menos favorecidas em geral, tendo ganhado o apelido de "Advogado dos Pobres", pela patronagem espiritual e material que exerce. É comum achá-lo em festas e exposições, sempre rindo.

## Homenagens
O músico e compositor Itamar Assumpção escreveu uma canção sobre Zé Pelintra em 1988, em parceria com Waly Salomão, intitulada "Zé Pilintra". Em 2005, foi homenageado no samba-enredo da escola de samba Unidos de Cosmos, no refrão que diz "o meu tambor vai ecoar, boa noite, Zé Pelintra, tenho fé, vou lhe exaltar". Este samba passou a ser cantado todos os anos antes do início do desfile da escola, bem como em festividades na quadra. Em 2022, o vereador carioca Átila Alexandre Nunes Pereira criou um projeto de lei para que o dia 7 de julho seja comemorado como o Dia de Zé Pelintra.